# 1931.
◄ | 19. stoljeće | 20. stoljeće | 21. stoljeće | ►
◄ | 1900-ih | 1910-ih | 1920-ih | 1930-ih | 1940-ih | 1950-ih | 1960-ih | ►
◄◄ | ◄ | 1928. | 1929. | 1930. | 1931. | 1932. | 1933. | 1934. | ► | ►►
Arhitektura • Astronomija • Biologija • Film • Fotografija • Glazba • Kazalište • Kemija • Kiparstvo • Knjige • Književnost • Kršćanstvo • Meteorologija • Medicina • Planinarstvo • Politika • Pravo • Promet • Slikarstvo • Strip • Šport • Televizija • Znanost • Zrakoplovstvo • Željeznički promet

## Događaji
- 18. veljače – Atentat na Milana Šufflaya.
- 2. rujna – Odigrana prva noćna nogometna utakmica u Hrvatskoj i tadašnjoj Kraljevini Jugoslaviji (Zagreb – Madrid 2:1)
- 18. rujna – Incident u Mukdenu daje Japanu izgovor napasti i zauzeti Mandžuriju.
- 5. prosinca – Katedrala Krista Spasitelja u Moskvi je uništena po nalogu Staljina.

## Rođenja

### Siječanj – ožujak
- 5. siječnja – Robert Duvall, američki glumac
- 16. siječnja – Johannes Rau, 8. njemački predsjednik († 2006.)
- 19. siječnja – Branko Mihaljević, hrvatski skladatelj, književnik i novinar († 2005.)
- 20. siječnja – Zdravko Sančević, hrvatski diplomat
- 8. veljače – James Dean, američki filmski glumac († 1955.)
- 10. veljače – Thomas Bernhard, austrijski književnik († 1989.)
- 17. veljače – James Earl Jones, američki glumac († 2024.)
- 24. veljače – Dominic Chianese, američki glumac
- 2. ožujka – Mihail Gorbačov, političar, posljednji predsjednik SSSR-a († 2022.)
- 26. ožujka – Leonard Nimoy, američki glumac († 2015.)

### Travanj – lipanj
- 4. travnja – Nada Iveljić, hrvatska dječja književnica († 2009.)
- 11. travnja – Dražen Boić, hrvatski pijanist i skladatelj († 2013.)
- 15. travnja – Tomas Tranströmer, švedski pisac († 2015.)
- 11. svibnja – Zlatko Crnković, hrvatski prevoditelj i književnik († 2013.)
- 13. svibnja – Andrija Fuderer, hrvatski šahist († 2011.)
- 19. svibnja – Ruben Radica, hrvatski skladatelj, glazbeni pedagog i akademik († 2021.)
- 4. lipnja – Antun Vrdoljak, hrvatski glumac, redatelj i producent
- 14. lipnja – Vasko Lipovac, hrvatski akademski slikar i kipar († 2006.)

### Srpanj – rujan
- 1. srpnja – Seyni Kountché, nigerski predsjednik i general († 1987.)
- 9. srpnja – Fredi Kramer, hrvatski športski novinar, dužnosnik i publicist († 2020.)
- 11. srpnja – Anđelko Klobučar, hrvatski skladatelj i orguljaš († 2016.)
- 18. srpnja – Saša Zalepugin, hrvatski TV voditelj († 2022.)
- 9. kolovoza – Mário Zagallo,  brazilski nogometaš i trener († 2024.)
- 17. rujna – Anne Bancroft, američka filmska glumica († 2005.)

### Listopad – prosinac
- 7. listopada – Desmond Tutu, južnoafrički anglikanski nadbiskup
- 11. listopada – Nada Subotić, hrvatska glumica († 2016.)
- 13. listopada – Prerad Detiček, hrvatski kornist i glazbeni pedagog († 2018.)
- 31. listopada – Božena Ruk-Fočić, hrvatska operna soprano pjevačica († 2010.)
- 22. studenoga – Anton Tus, hrvatski general, prvi načelnik Glavnog stožera OSRH
- 19. prosinca – Dušan Prašelj, hrvatski dirigent, kompozitor i zborovođa

### Nepoznat datum rođenja
- Gordana Bonetti, hrvatska televizijska i radijska voditeljica († 1972.)

## Smrti

### Siječanj – ožujak
- 31. siječnja – Slavko Cuvaj, hrvatski ban i političar (* 1851.)
- 13. veljače – Ivan Baša, slovenski pisac (* 1875.)
- 19. veljače – Milan Šufflay, hrvatski povjesničar, političar, prevoditelj i književnik (* 1879.)

### Travanj – lipanj
- 7. travnja – Milutin Cihlar Nehajev, književnik i novinar (* 1880.)
- 10. travnja – Halil Džubran, libanonski i američki pjesnik (* 1883.)
- 9. svibnja – Albert Abraham Michelson, američki fizičar i nobelovac (* 1852.)
- 15. lipnja – Albertina Berkenbrock, brazilska mučenica (* 1919.)

### Listopad – prosinac
- 18. listopada – Thomas Alva Edison, američki izumitelj (* 1847.)
- 21. listopada – Arthur Schnitzler, austrijski književnik (* 1862.)
- 21. listopada – Ludvík Čelanský, češki dirigent i skladatelj (* 1870.)
- 30. studenoga – Irma Polak, hrvatska glumica i operna pjevačica (* 1875.)
- 29. prosinca – Oton Kučera, hrvatski znanstvenik i astronom (* 1856.)

## Nobelova nagrada za 1931. godinu
- Fizika: nije dodijeljena
- Kemija: Carl Bosch i Friedrich Bergius
- Fiziologija i medicina: Otto Heinrich Warburg
- Književnost: Erik Axel Karlfeldt
- Mir: Jane Addams i Nicholas Murray Butler

## Vanjske poveznice
|  | Zajednički poslužitelj ima još gradiva o temi 1931. |